# Vilacoba (Abegondo)
Vilacoba (llamada oficialmente San Tomé de Vilacova) es una parroquia y una localidad española del municipio de Abegondo, en la provincia de La Coruña, Galicia.

## Otras denominaciones
La parroquia también es conocida por el nombre de Santo Tomé de Vilacoba.

## Organización territorial
La parroquia está formada por catorce entidades de población, constando ocho de ellas en el nomenclátor del Instituto Nacional de Estadística español:
- Aroja (A Aroxa)
- A Xesteira
- Bouzoa
- Carrís (Os Carrís)
- Chan (A Chan)
- Fontela (Fontenla)
- Freán
- Monte (O Monte)
- O Coto
- O Montiño
- Picho (O Picho)
- San Payo (San Paio)
- Tá (A Atá)
- Vieiro (O Vieiro)
- Vilacova*

## Demografía

### Parroquia
| Gráfica de evolución demográfica de Vilacoba (parroquia) entre 2000 y 2018 |
|                                                                            |
| Datos según el nomenclátor publicado por el INE.                           |

### Localidad
| Gráfica de evolución demográfica de Vilacova (localidad) entre 1999 y 2018 |
|                                                                            |
| Datos según el nomenclátor publicado por el INE.                           |